# La Haute-Saint-Charles
La Haute-Saint-Charles est l'un des six arrondissements de Québec.
Cet arrondissement se nomme ainsi, puisqu'il constitue la partie supérieure du bassin versant de la rivière Saint-Charles. On y retrouve le lac Saint-Charles, ainsi que la prise d'eau potable d'environ 50 % de la population de la ville de Québec située à Château-d'Eau sur la rivière Saint-Charles à la hauteur de Loretteville.
L'arrondissement compte en 2016 une population de 85 630 habitants pour un territoire de 148,40 km2.
La Haute-Saint-Charles enclave aussi la réserve indienne de Wendake.

## Quartiers
L'arrondissement est divisé en cinq quartiers :
- Loretteville
- Lac-Saint-Charles
- Des Châtels
- Saint-Émile
- Val-Bélair

## Histoire

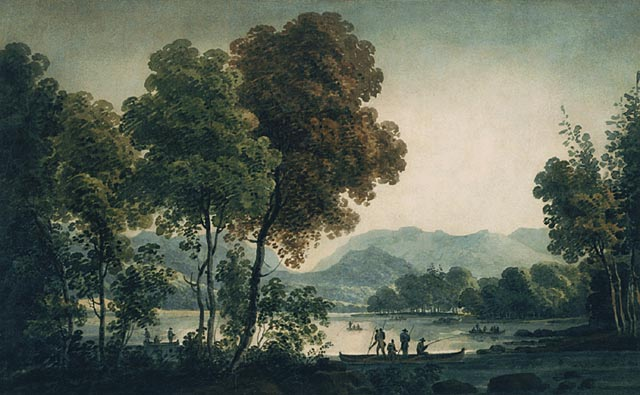
Le lac Saint-Charles vers 1800 par George Heriot.

Le territoire de La Haute Saint-Charles s'est développé à partir de 1647 sur les territoires des seigneuries de Saint-Ignace (pour sa partie est) et Saint-Gabriel (pour sa partie ouest). La topographie de collines en contreforts des Laurentides et la présence de cours d'eau oblige le peuplement à se répartir en fonction de la géographie sur un territoire agricole découpé par des voies qui deviendront la rue Racine, la rue Saint-Romain, le boulevard Bastien, le boulevard de l'Ormière, le boulevard Saint-Jacques et l'avenue du Lac-Saint-Charles. Les futures villes de Lac-Saint-Charles et de Saint-Émile se développeront au croisement de ces voies malgré la pauvreté du sol qui limite les succès de l'agriculture.  La paroisse Saint-Ambroise-de-la-Jeune-Lorette deviendra la ville de Loretteville et deviendra le centre commercial et institutionnel du secteur.  Le milieu industriel est marqué par le travail du cuir, influencé par la proximité des hurons de Wendake, et par l'usage de l'énergie hydraulique fournie par les chutes Kabir Kouba.
C'est vers les années 1850 que le secteur devient propice à la villégiature par l'accès facilité avec le chemin de fer; la présence de nombreux chalets d'été sur des territoires comme celui de Château-d'Eau (créée en 1926 puis rattaché à Loretteville en 1965) en témoigne.
Créé en 2002 à la suite des fusions municipales québécoises, l'arrondissement comprenait les anciennes villes de Lac-Saint-Charles, Saint-Émile et de Loretteville, ainsi que la partie nord du quartier Neufchâtel de l'ancienne ville de Québec. Depuis le 1er novembre 2009, il comprend aussi le secteur Val-Bélair de l'ancien arrondissement Laurentien.

## Caractéristiques

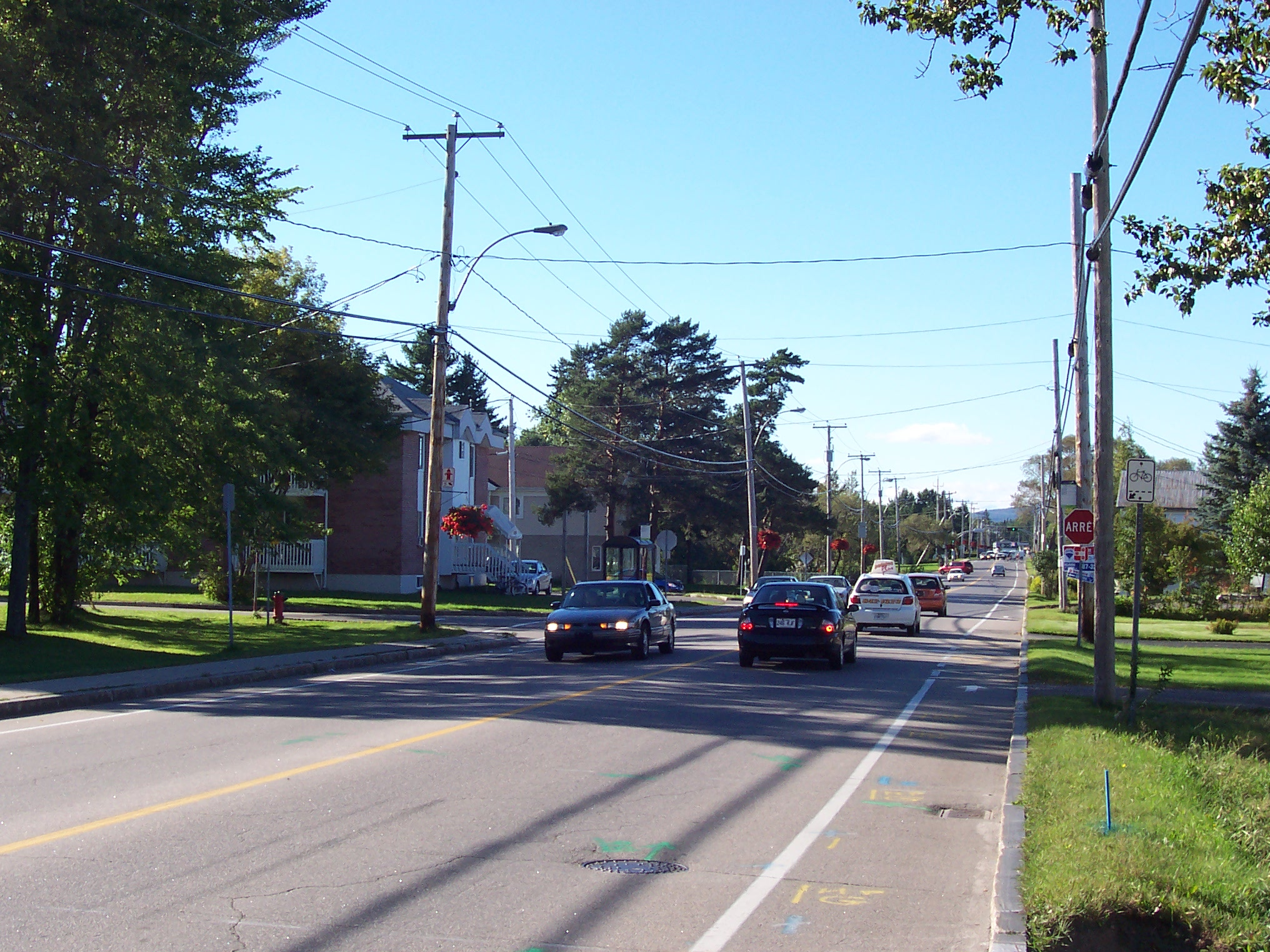
Le boulevard Pie-XI à Val-Bélair.

En 2008, avant que Val-Bélair ne s'y joigne, la population de l'arrondissement est de 47 215 habitants sur un territoire de 71,57 km2.  À cette même époque, on y compte 900 entreprises et 8280 emplois.
L'arrondissement compte en 2008 52 parcs et espaces verts, dont les plus remarquables sont le parc de la Falaise et de la chute Kabir Kouba, la réserve naturelle des Marais-du-Nord et le parc linéaire de la rivière Saint-Charles.  S'y ajoute à Val-Bélair le Parc naturel du Mont Bélair.
On retrouve toujours des maisons traditionnelles québécoises le long des premières voies habitées mais le secteur de Loretteville présente un tissu urbain dense, à l'architecture variée (maison à mansarde, maison vernaculaire industrielle et style Boomtown). Les bungalows sont typiques des quartiers résidentiels des années 1950 et suivantes qui entourent les centres historiques.
Le style Arts & Crafts est mis en valeur à Château d'Eau pour les maisons d'été; la présence de la rivière Saint-Charles rend aussi possible la présence de nombreux hangars à canot.  Le château d'eau lui-même est construit en 1949 dans un style qui n'est pas sans rappeler celui du Château Frontenac.  En effet, depuis qu'un aqueduc avait été rendu nécessaire à Québec, celui-ci avait été mis en place sur les conseils de l'ingénieur de Boston George R. Baldwin en premier lieu par une prise d'eau sur la rivière Saint-Charles.  Celle-ci permettrait par gravité d'alimenter la ville.  La première conduite sera posée en 1854, et sera suivie par l'érection de deux barrages entre 1926 et 1931, puis 1949.

## Administration

### Liste des présidents d'arrondissement
- 2002 - 2005 : Renaud Auclair
- 2006 - 2011 : Steeve Verret
- 2011 - 2013 : Simon Brouard
- 2013 - 2021 : Raymond Dion
- 2021 - 2023 : Bianca Dussault
- 2023 - : Steeve Verret

## Démographie
| 2001   | 2006   | 2011   | 2016   |
| ------ | ------ | ------ | ------ |
| 71 250 | 74 070 | 79 950 | 85 630 |